# Clásico Joven
Clásico Joven è una partita di calcio giocata tra due delle tre squadre più popolari e con il maggior numero di titoli nel calcio messicano, América e Cruz Azul. Entrambe le squadre giocano a Città del Messico.
La prima partita tra queste due squadre risale al 30 agosto 1964 allo stadio 10 de Diciembre, fu giocata la prima partita ufficiale, l'América vinse ancora una volta per 1 - 2, con un autogol di Francisco Ulibarri e un'annotazione di Alfonso Portogallo, dai Cementeros scarterebbe Hilario Díaz. La prima vittoria della Macchina avrebbe richiesto tempo per arrivare, fino alla stagione 1967-68, dove avrebbero battuto i Cremas con il punteggio di 1 - 0 con un punteggio di Raúl Arellano.
In pochi anni, il Cruz Azul ottenne risultati importanti e nel 1971 decisero di cambiare sede a Città del Messico e giocare all'Azteca Stadium, proprietà dell'América. Tuttavia, il "Clásico Joven" sarebbe nato fino al 9 agosto 1972 quando entrambe le squadre giocarono in una sola partita per il titolo della stagione 1971-72, e dove il Cruz Azul sconfisse gli Águilas con il punteggio di 4 a 1. In seguito anni, le due squadre hanno avuto grandi duelli da quando Cruz Azul sarebbe diventata la squadra degli anni '70 - guadagnandosi il soprannome di "Macchina" - mentre l'America sarebbe stata la migliore squadra negli anni '80; quest'ultimo avrebbe ottenuto la sua rivincita in campionato il 16 luglio 1989 con un gol delle giovanili Carlos Hermosillo, lasciando il punteggio complessivo di quella finale a 5 - 4 gol e coronandosi così in quella stagione contro il suo rivale della città.
Dopo più di due decenni, si sono affrontati ancora una volta in una finale di campionato nel torneo Clausura 2013, essendo questa la partita più seguita nella storia del calcio messicano e, da alcuni, considerata la migliore finale di tutti i tempi nel paese. . La squadra di Azulcrema sarebbe tornata negli ultimi 5 minuti della partita, con i gol di Aquivaldo Mosquera e del portiere Moisés Muñoz, per portare il duello ai supplementari e poi vincerlo ai rigori.